# Trisopterus luscus
La faneca (Trisopterus luscus) es un pez de la familia Gadidae, a la que pertenecen también el bacalao (Gadus morhua). Se puede encontrar a lo largo de la costa europea. Normalmente crece hasta los 30 cm.

## Galería de imágenes
- Wikimedia Commons alberga una galería multimedia sobre Trisopterus luscus.